# Lope I de Bigorra
Lope I de Bigorra o Lope I Donato de Bigorra (845 - 910) fue conde de Bigorra (870-910).

## Biografía
Segundo hijo de Donato I Lope de Bigorra y de Faquilena de Aquitania. Fue conde por la muerte, sin descendencia, de su hermano, Donato II Donato. Bien poca cosa es sabida del tiempo entre Donato I Lope de Bigorra, que murió entre 838 y 865, y Ramón II de Pallars-Ribagorça mencionado el 930. La continuidad y la relación de los gobernantes locales solo puede ser restaurada de las pocas cartas en las que se mencionan. Los historiadores creen que la herencia del título de conde de Bigorra fue enviado entre los miembros de esta dinastía local en los siglos IX-X. Por otra parte, como preveían las capitulaciones de Quierzy.
Donato I Lope de Bigorra hizo una dedicatoria a  Faquilena. Fue en una carta entregada en diciembre de 865, en el monasterio de Saint-Orens de Lavedan, al obispo de Tarbes, en memoria de su esposa que había muerto. Entre los que firmaron el documento, están los hijos Donato II de Bigorra, Lope I de Bigorra y, probablemente, un pariente suyo, Lope I de Bearn, vizconde de Bearn.
Sobre la vida de Lope I de Bigorra casi no se sabe nada. Los historiadores creen que heredó el condado de Bigorra después de la muerte de su hermano sin hijos, Donato II de Bigorra, y que lo mantuvo hasta cerca del año 910, cuando le recibió Donato III de Bigorra, su hijo mayor. Durante el reinado de Lope I, el posible evento más importante a considerar fue recibir el 879 la bula del papa Juan VIII de los obispos del ducado de Gascuña (incluyendo el obispo de Tarbes, Sarstoni), en la que, a raíz de la difícil situación de la diócesis del estado gascones, permitió la recogida del diezmo de la población a partir de las herencias de los mismos seculares locales y decidir sobre dónde había que dirigir los fondos de la iglesia.

## Nupcias y descendencia
Lope I se casó el año 860 con Faquilena de Roergue, hija de Ramón I de Tolosa, conde de Tolosa, y de Berta de Reims. De este matrimonio nacieron:
- Donato III de Bigorra (860-945), conde de Bigorra;
- Dadildis de Pallars, que se casó con García Jiménez;
- Ramon I de Pallars y Ribagorza (860-920), conde de Pallars y Ribagorza.
- Mansión I de Pallars (f.940), vizconde de Lavedan.

- Datos: Q4269614